# Vasteån
Vasteån is een van de (relatief) kleine riviertjes/beekjes die het Zweedse eiland Gotland rijk is. De Vasteån is de leverancier en afnemer van water van Träskmyr (letterlijk vertaald moerasmoeras), heden ten dage nog een van de grootste ongedraineerde moerassen van Gotland. De rivier bevatte vroeger nog wel paaiende vissen, maar een dam aan het eind van de rivier zorgt dat die de bovenloop niet meer kunnen bereiken.
Aan de monding naar de Oostzee ligt het dorp Kappelshamn.